# Olimpiai érmesek listája triatlonban
Ez a lap az olimpiai érmesek listája triatlonban 2000-től 2024-ig.

## Összesített éremtáblázat
(A táblázatokban Magyarország és a rendező nemzet sportolói eltérő háttérszínnel, az egyes számoszlopok legmagasabb értéke vagy értékei vastagítással kiemelve.)
| A nyári olimpiai játékok összesített éremtáblázata triatlonban | A nyári olimpiai játékok összesített éremtáblázata triatlonban | A nyári olimpiai játékok összesített éremtáblázata triatlonban | A nyári olimpiai játékok összesített éremtáblázata triatlonban | A nyári olimpiai játékok összesített éremtáblázata triatlonban | Olimpia  |
| -------------------------------------------------------------- | -------------------------------------------------------------- | -------------------------------------------------------------- | -------------------------------------------------------------- | -------------------------------------------------------------- | -------- |
|                                                                | Ország                                                         | Arany                                                          | Ezüst                                                          | Bronz                                                          | Összesen |
| 1.                                                             | Nagy-Britannia (GBR)                                           | 4                                                              | 3                                                              | 4                                                              | 11       |
| 2.                                                             | Svájc (SUI)                                                    | 2                                                              | 2                                                              | 2                                                              | 6        |
| 3.                                                             | Németország (GER)                                              | 2                                                              | 1                                                              | 0                                                              | 3        |
| 4.                                                             | Ausztrália (AUS)                                               | 1                                                              | 2                                                              | 2                                                              | 5        |
| 4.                                                             | Egyesült Államok (USA)                                         | 1                                                              | 2                                                              | 2                                                              | 5        |
| 4.                                                             | Új-Zéland (NZL)                                                | 1                                                              | 2                                                              | 2                                                              | 5        |
| 7.                                                             | Kanada (CAN)                                                   | 1                                                              | 1                                                              | 0                                                              | 2        |
| 8.                                                             | Franciaország (FRA)                                            | 1                                                              | 0                                                              | 2                                                              | 3        |
| 9.                                                             | Ausztria (AUT)                                                 | 1                                                              | 0                                                              | 0                                                              | 1        |
| 9.                                                             | Bermuda (BER)                                                  | 1                                                              | 0                                                              | 0                                                              | 1        |
| 9.                                                             | Norvégia (NOR)                                                 | 1                                                              | 0                                                              | 0                                                              | 1        |
|                                                                |                                                                |                                                                |                                                                |                                                                |          |
| 12.                                                            | Portugália (POR)                                               | 0                                                              | 1                                                              | 0                                                              | 1        |
| 12.                                                            | Spanyolország (ESP)                                            | 0                                                              | 1                                                              | 0                                                              | 1        |
| 12.                                                            | Svédország (SWE)                                               | 0                                                              | 1                                                              | 0                                                              | 1        |
|                                                                |                                                                |                                                                |                                                                |                                                                |          |
| 15.                                                            | Csehország (CZE)                                               | 0                                                              | 0                                                              | 1                                                              | 1        |
| 15.                                                            | Dél-afrikai Köztársaság (RSA)                                  | 0                                                              | 0                                                              | 1                                                              | 1        |
|                                                                |                                                                |                                                                |                                                                |                                                                |          |
| Összesen                                                       | Összesen                                                       | 16                                                             | 16                                                             | 16                                                             | 48       |

## Férfiak
| Olimpia              | Arany                                    | Ezüst                                    | Bronz                                          |
| 2000, Sydney         | Simon Whitfield · Kanada (CAN)           | Stephan Vuckovic · Németország (GER)     | Jan Řehula · Csehország (CZE)                  |
| 2004, Athén          | Hamish Carter · Új-Zéland (NZL)          | Bevan Docherty · Új-Zéland (NZL)         | Sven Riederer · Svájc (SUI)                    |
| 2008, Peking         | Jan Frodeno · Németország (GER)          | Simon Whitfield · Kanada (CAN)           | Bevan Docherty · Új-Zéland (NZL)               |
| 2012, London         | Alistair Brownlee · Nagy-Britannia (GBR) | Francisco Gómez · Spanyolország (ESP)    | Jonathan Brownlee · Nagy-Britannia (GBR)       |
| 2016, Rio de Janeiro | Alistair Brownlee · Nagy-Britannia (GBR) | Jonathan Brownlee · Nagy-Britannia (GBR) | Henri Schoeman · Dél-afrikai Köztársaság (RSA) |
| 2020, Tokió          | Kristian Blummenfelt · Norvégia (NOR)    | Alex Yee · Nagy-Britannia (GBR)          | Hayden Wilde · Új-Zéland (NZL)                 |
| 2024, Párizs         | Alex Yee · Nagy-Britannia (GBR)          | Hayden Wilde · Új-Zéland (NZL)           | Léo Bergère · Franciaország (FRA)              |

### Férfi éremtáblázat
| A nyári olimpiai játékok éremtáblázata férfi triatlonban | A nyári olimpiai játékok éremtáblázata férfi triatlonban | A nyári olimpiai játékok éremtáblázata férfi triatlonban | A nyári olimpiai játékok éremtáblázata férfi triatlonban | A nyári olimpiai játékok éremtáblázata férfi triatlonban | Olimpia  |
| -------------------------------------------------------- | -------------------------------------------------------- | -------------------------------------------------------- | -------------------------------------------------------- | -------------------------------------------------------- | -------- |
|                                                          | Ország                                                   | Arany                                                    | Ezüst                                                    | Bronz                                                    | Összesen |
| 1.                                                       | Nagy-Britannia (GBR)                                     | 3                                                        | 2                                                        | 1                                                        | 6        |
| 2.                                                       | Új-Zéland (NZL)                                          | 1                                                        | 2                                                        | 2                                                        | 5        |
| 3.                                                       | Kanada (CAN)                                             | 1                                                        | 1                                                        | 0                                                        | 2        |
| 3.                                                       | Németország (GER)                                        | 1                                                        | 1                                                        | 0                                                        | 2        |
| 5.                                                       | Norvégia (NOR)                                           | 1                                                        | 0                                                        | 0                                                        | 1        |
|                                                          |                                                          |                                                          |                                                          |                                                          |          |
| 6.                                                       | Spanyolország (ESP)                                      | 0                                                        | 1                                                        | 0                                                        | 1        |
|                                                          |                                                          |                                                          |                                                          |                                                          |          |
| 7.                                                       | Csehország (CZE)                                         | 0                                                        | 0                                                        | 1                                                        | 1        |
| 7.                                                       | Dél-afrikai Köztársaság (RSA)                            | 0                                                        | 0                                                        | 1                                                        | 1        |
| 7.                                                       | Franciaország (FRA)                                      | 0                                                        | 0                                                        | 1                                                        | 1        |
| 7.                                                       | Svájc (SUI)                                              | 0                                                        | 0                                                        | 1                                                        | 1        |
|                                                          |                                                          |                                                          |                                                          |                                                          |          |
| Összesen                                                 | Összesen                                                 | 7                                                        | 7                                                        | 7                                                        | 21       |

## Nők
| Olimpia              | Arany                                     | Ezüst                                       | Bronz                                   |
| 2000, Sydney         | Brigitte McMahon · Svájc (SUI)            | Michellie Jones · Ausztrália (AUS)          | Magali Messmer · Svájc (SUI)            |
| 2004, Athén          | Kate Allen · Ausztria (AUT)               | Loretta Harrop · Ausztrália (AUS)           | Susan Williams · Egyesült Államok (USA) |
| 2008, Peking         | Emma Snowsill · Ausztrália (AUS)          | Vanessa Fernandes · Portugália (POR)        | Emma Moffatt · Ausztrália (AUS)         |
| 2012, London         | Nicola Spirig · Svájc (SUI)               | Lisa Norden · Svédország (SWE)              | Erin Densham · Ausztrália (AUS)         |
| 2016, Rio de Janeiro | Gwen Jorgensen · Egyesült Államok (USA)   | Nicola Spirig · Svájc (SUI)                 | Vicky Holland · Nagy-Britannia (GBR)    |
| 2020, Tokió          | Flora Duffy · Bermuda (BER)               | Georgia Taylor-Brown · Nagy-Britannia (GBR) | Katie Zaferes · Egyesült Államok (USA)  |
| 2024, Párizs         | Cassandre Beaugrand · Franciaország (FRA) | Julie Derron · Svájc (SUI)                  | Beth Potter · Nagy-Britannia (GBR)      |

### Női éremtáblázat
| A nyári olimpiai játékok éremtáblázata női triatlonban | A nyári olimpiai játékok éremtáblázata női triatlonban | A nyári olimpiai játékok éremtáblázata női triatlonban | A nyári olimpiai játékok éremtáblázata női triatlonban | A nyári olimpiai játékok éremtáblázata női triatlonban | Olimpia  |
| ------------------------------------------------------ | ------------------------------------------------------ | ------------------------------------------------------ | ------------------------------------------------------ | ------------------------------------------------------ | -------- |
|                                                        | Ország                                                 | Arany                                                  | Ezüst                                                  | Bronz                                                  | Összesen |
| 1.                                                     | Svájc (SUI)                                            | 2                                                      | 2                                                      | 1                                                      | 5        |
| 2.                                                     | Ausztrália (AUS)                                       | 1                                                      | 2                                                      | 2                                                      | 5        |
| 3.                                                     | Egyesült Államok (USA)                                 | 1                                                      | 0                                                      | 2                                                      | 3        |
| 4.                                                     | Ausztria (AUT)                                         | 1                                                      | 0                                                      | 0                                                      | 1        |
| 4.                                                     | Bermuda (BER)                                          | 1                                                      | 0                                                      | 0                                                      | 1        |
| 4.                                                     | Franciaország (FRA)                                    | 1                                                      | 0                                                      | 0                                                      | 1        |
|                                                        |                                                        |                                                        |                                                        |                                                        |          |
| 7.                                                     | Nagy-Britannia (GBR)                                   | 0                                                      | 1                                                      | 2                                                      | 3        |
| 8.                                                     | Portugália (POR)                                       | 0                                                      | 1                                                      | 0                                                      | 1        |
| 8.                                                     | Svédország (SWE)                                       | 0                                                      | 1                                                      | 0                                                      | 1        |
|                                                        |                                                        |                                                        |                                                        |                                                        |          |
| Összesen                                               | Összesen                                               | 7                                                      | 7                                                      | 7                                                      | 21       |

## Vegyes csapat
| Olimpia      | Arany                                                                                       | Ezüst                                                                                   | Bronz                                                                                      |
| 2020, Tokió  | Nagy-Britannia (GBR) · Jess Learmonth · Jonathan Brownlee · Georgia Taylor-Brown · Alex Yee | Egyesült Államok (USA) · Katie Zaferes · Kevin McDowell · Taylor Knibb · Morgan Pearson | Franciaország (FRA) · Léonie Périault · Dorian Coninx · Cassandre Beaugrand · Vincent Luis |
| 2024, Párizs | Németország (GER) · Tim Hellwig · Laura Lindemann · Lasse Lührs · Lisa Tertsch              | Egyesült Államok (USA) · Taylor Knibb · Morgan Pearson · Seth Rider · Taylor Spivey     | Nagy-Britannia (GBR) · Sam Dickinson · Beth Potter · Georgia Taylor-Brown · Alex Yee       |

### Vegyes csapat éremtáblázat
| A nyári olimpiai játékok éremtáblázata női triatlonban | A nyári olimpiai játékok éremtáblázata női triatlonban | A nyári olimpiai játékok éremtáblázata női triatlonban | A nyári olimpiai játékok éremtáblázata női triatlonban | A nyári olimpiai játékok éremtáblázata női triatlonban | Olimpia  |
| ------------------------------------------------------ | ------------------------------------------------------ | ------------------------------------------------------ | ------------------------------------------------------ | ------------------------------------------------------ | -------- |
|                                                        | Ország                                                 | Arany                                                  | Ezüst                                                  | Bronz                                                  | Összesen |
| 1.                                                     | Nagy-Britannia (GBR)                                   | 1                                                      | 0                                                      | 1                                                      | 2        |
| 2.                                                     | Németország (GER)                                      | 1                                                      | 0                                                      | 0                                                      | 1        |
|                                                        |                                                        |                                                        |                                                        |                                                        |          |
| 3.                                                     | Egyesült Államok (USA)                                 | 0                                                      | 2                                                      | 0                                                      | 2        |
|                                                        |                                                        |                                                        |                                                        |                                                        |          |
| 4.                                                     | Franciaország (FRA)                                    | 0                                                      | 0                                                      | 1                                                      | 1        |
|                                                        |                                                        |                                                        |                                                        |                                                        |          |
| Összesen                                               | Összesen                                               | 2                                                      | 2                                                      | 2                                                      | 6        |